# 蒂罗尔州哈尔
蒂罗尔州哈尔（德語：Hall in Tirol）是奧地利蒂罗尔州的市镇，位於州府因斯布魯克以東約5公里，面積5.54平方公里，最高點海拔高度574米，2012年人口12,895。

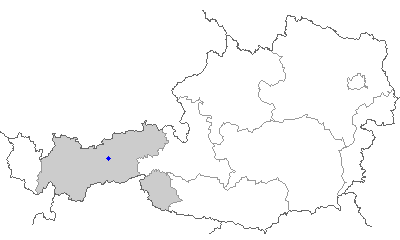

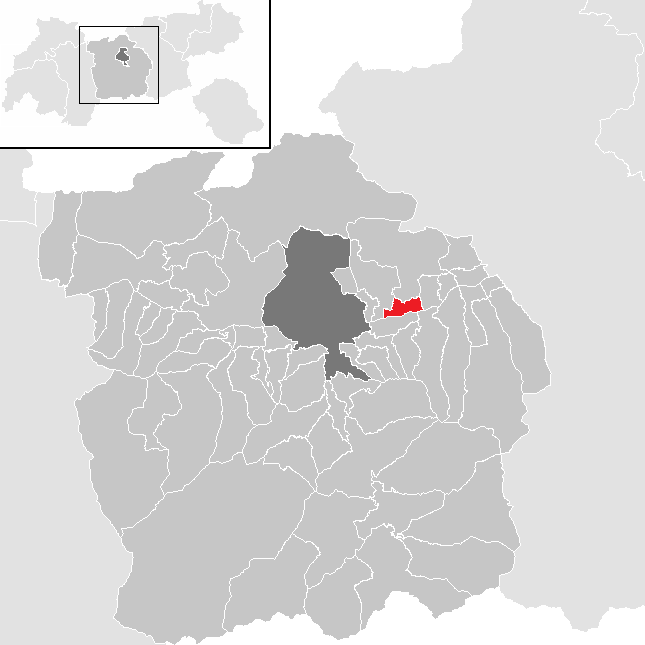

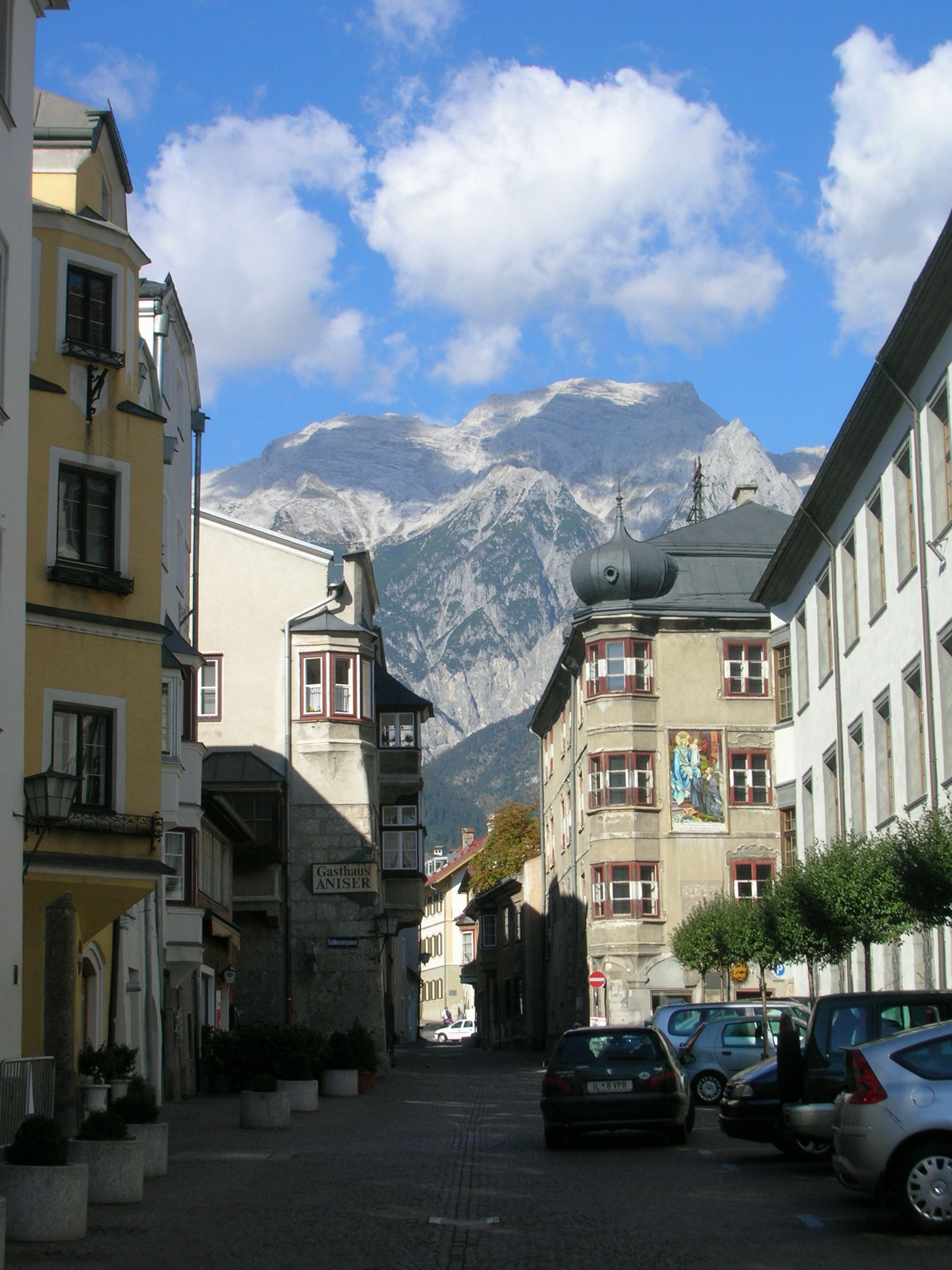

## 外部連結
- City-Tour with many pictures of Hall in Tirol （页面存档备份，存于）